# 라시에네가/제퍼슨역
라시에네가/제퍼슨역 (La Cienega/Jefferson Station, 구 (Sentous))은 로스앤젤레스 군 광역철도의 엑스포선역 중 하나이다. 로스앤젤레스의 라시에네가 대로(La Cienega Boulevard)와 재퍼슨 대로(Jefferson Boulevard)의 교차로에 위치하고 있다.

## 열차 운행 정보
엑스포 선 운행 시간은 일요일부터 목요일까지 오전 5시부터 오전 12시 30분까지이며, 금요일과 토요일은 오전 5시부터 새벽 2시 30분까지이다.

## 역 구조
| 승강장 | 엑스포선                        | ← 컬버시티 역 Culver City Station ← 다운타운 샌타모니카 역 행 (종착점행)             |
| 승강장 | 섬식 승강장, 왼쪽 출입문이 열림 |                                                                                      |
| 승강장 | 엑스포선                        | → 엑스포/라브레아 역 Expo / La Brea Station → 7th 스트리트/메트로센터 역 행 (기점행) |

이 역은 다음 관광 명소에서 도보 거리 내에 있다.:
29층짜리 마천루 단지와 콘도미니엄이 현재 건설 중이다. 이 건물은 Carmel Partners firm에 의해 만들어질 것이다.
로스앤젤레스의 건축가 에릭 오웬 모스(Eric Owen Moss)는 지하 주차장이 있는 유리 리본 타워를 제안했다. 탑은 2017년 말에 건축을 시작했다.
역 바로 남쪽에 위치한 대형 주차 시설을 통해 "파크 앤 라이드"가 가능하다.
역의 전시물은 예술가 다니엘 곤잘레스(Daniel Gonzales)에 의해 만들어졌다. "Engraved in Memory"라는 제목의 전시물은 발로나 강(Ballona Creek)과 컬버시티 지역의 역사를 묘사한 리놀륨 판화로 구성되어 있다.

## 역사
1875년 로스앤젤레스 & 독립 철도, 1906년 로스앤젤레스 퍼시픽 철도 및 1911년 퍼시픽 전기 철도가 정차한 이 역은, 1953년 9월 30일 샌타모니카 에어라인 폐쇄와 함께 폐쇄되었고, 2012년 4월 28일 토요일에 다시 개장할 때까지 운행되지 않았다. 엑스포선 개통을 위해 역 정거장 위치보다 조금 더 높은 곳의 역으로 완전히 재건되었다. 정기 운행은 2012년 4월 30일 월요일에 재개되었다.